# Canny-sur-Matz

Canny-sur-Matz este o comună în departamentul Oise, Franța. În 1 ianuarie 2022 avea o populație de 411 de locuitori.